# Henrique Teixeira
Henrique Selicani Teixeira (Maringá, 27 de fevereiro de 1989) é um jogador brasileiro de handebol.

## Carreira
Integrou a delegação nacional que disputou os Jogos Pan-Americanos de 2011 em Guadalajara, no México. onde ganharam medalha de prata, e dos Jogos Pan-Americanos de 2015 em Toronto, no Canadá, onde foram medalhistas de ouro.
Henrique fez parte do elenco da seleção brasileira nas Olimpíadas do Rio em 2016.